# Paris Match
Paris Match è una rivista periodica francese con cadenza settimanale fondata nel 1949 che appartiene al Gruppo editoriale Hachette Filipacchi Médias (HFM), che a sua volta fa parte del Gruppo Lagardère.